# 終極攻佔
《終極攻佔》（英語：Deadlock）是一部2021年美國動作驚悚片，由賈里德·科恩執導並與凱姆·坎農（Cam Cannon）合作編劇，派屈克·莫頓及布魯斯·威利領銜主演。劇情講述水力發電廠的一名喬治亞州退役軍人必須採取行動，以從一支法外士兵的手中解救被押為人質的員工。
《終極攻佔》2021年12月3日美國有限上映及VOD發行。

## 演員
- 派屈克·莫頓（英语：Patrick Muldoon）飾演麥克（Mack）[3]
- 布魯斯·威利飾演朗恩·威特洛克（Ron Whitlock）
- 麥可·德沃爾松（Michael DeVorzon）飾演史密斯（Smith）[4]
- 比利·傑克·哈洛（Billy Jack Harlow）飾演戴克（Decker）[3]
- 凱莉·林恩·萊特（Kelly Lynn Reiter）飾演艾米·瑞克斯特勞（Amy Rakestraw）[3]
- 马修·马斯登飾演波恩（Boon）
- 艾娃·帕洛瑪（Ava Paloma）飾演蘇菲亞（Sophia）

## 製作
主要拍攝於2021年2月宣告殺青。

## 發行
薩班影業2020年6月取得北美及英國的電影發行權；排定本片2021年12月3日在美國有限上映及VOD發行。

## 外部連結
- 互联网电影数据库（IMDb）上《終極攻佔》的资料（英文）